# Vinemina nigaria
Vinemina nigaria là một loài bướm đêm trong họ Geometridae.